# Parco statale della foresta pietrificata di Ginkgo

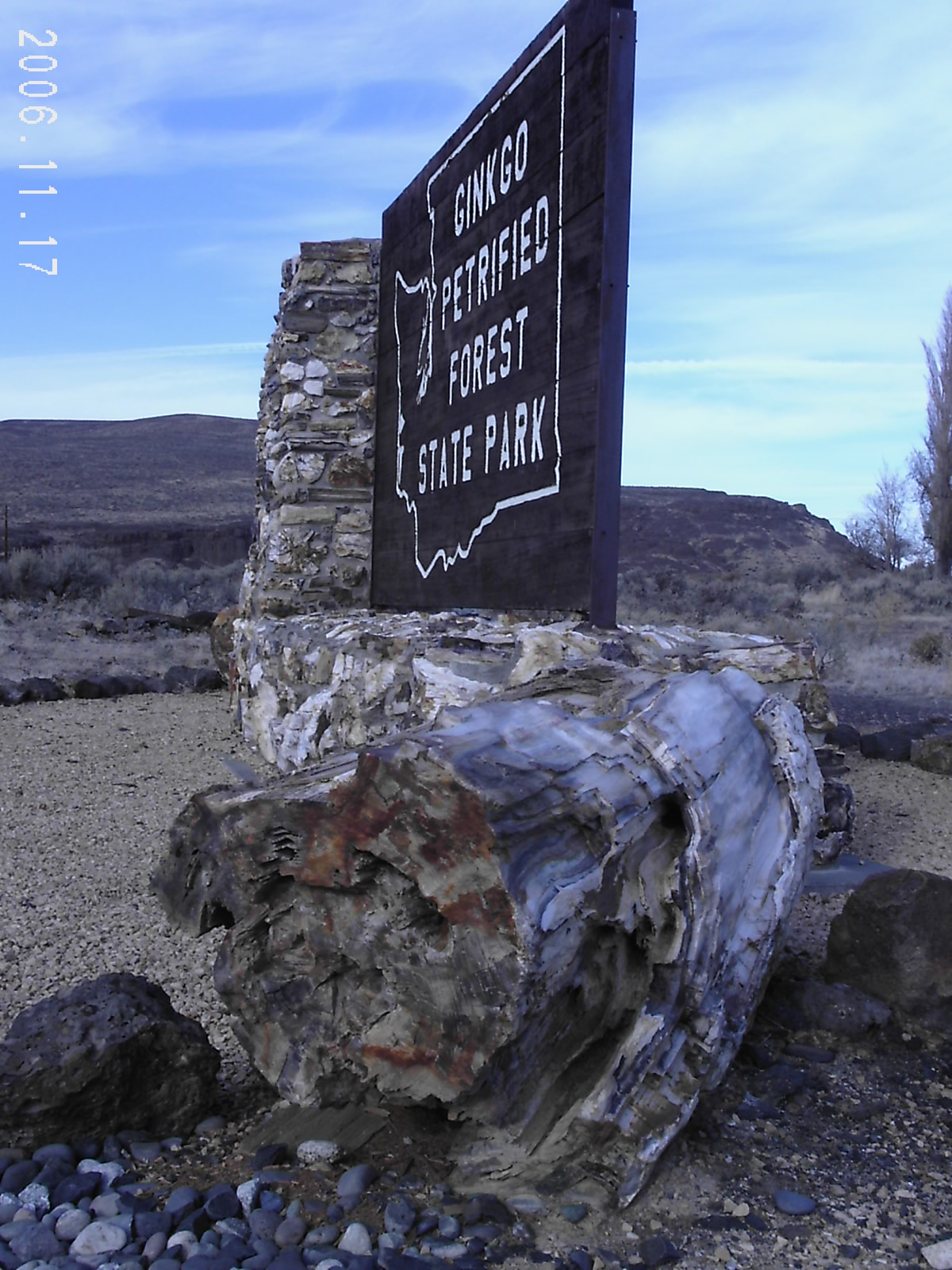
L'ingresso al parco presenta un tronco pietrificato

Il Parco statale della foresta pietrificata di Ginkgo/Area ricreativa Wanapum, in inglese Ginkgo Petrified Forest State Park/Wanapum Recreational Area, è una riserva geologica e area ricreativa pubblica che copre una superficie di 28,83 km² (7124 acri) sulla costa occidentale del Lago Wanapum, bacino artificiale del fiume Columbia presso Vantage, nello Stato di Washington. La legna pietrificata venne scoperta nella regione nei primi anni '30, il che portò alla creazione del parco statale come riserva storica nazionale. Nel sito sono state ritrovate oltre 50 specie di piante pietrificate tra cui ginkgo, liquidambar, Sequoia sempervirens, abete di Douglas, noce, Picea, olmo, acero, ippocastano, Populus sez. Aegiros, magnolia, Arbutus, Sassafras, tasso e hamamelis.

## Storia

### Origini
Le stratificazioni che si trovano nel parco sono state identificate come risalenti all'epoca del Miocene del periodo del Neogene, intorno a 15,5 milioni di anni fa. Durante il Miocene, la regione era rigogliosa e umida, sede di molte specie vegetali ormai estinte. Un certo numero di questi alberi fu sepolto nella cenere vulcanica e la materia organica nei tronchi venne gradualmente sostituita dai minerali nelle falde acquifere; il legno pietrificato risultante è stato protetto per millenni da flussi di basalto. Verso la fine dell'ultima era glaciale, le catastrofiche inondazioni di Missoula (circa 15.000 a.C.) erosero il basalto, esponendo parte del legno pietrificato.

### Abitanti originari
In tempi preistorici, la tribù Wanapum tribe di Nativi Americani abitò la regione lungo il fiume Columbia dal Beverly Gap al fiume Snake. I Wanapum inizialmente accolsero gli estranei bianchi giunti nella zona durante le spedizioni di Lewis e Clark attraverso gli Stati Uniti.
Essi vivevano di pesca e di agricoltura e scolpirono oltre 300 incisioni rupestri nelle falesie basaltiche e potrebbero aver utilizzato il legno pietrificato esposto dall'erosione per realizzare punte di frecce e altri strumenti. Secondo la documentazione presso il parco, i Wanapum non hanno mai combattuto i coloni bianchi, non hanno mai firmato un trattato con loro, e, di conseguenza, non hanno mantenuto alcun diritto riconosciuto a livello federale sul territorio.

### Il primo museo
Intorno al 1927, i lavoratori autostradali hanno notato il legno pietrificato, portando il geologo George F. Beck a organizzare gli scavi. Con il programma Civilian Conservation Corps vennero completati gli scavi, fu costruito un piccolo museo e venne aperto il parco al pubblico nel 1938.
Gli esemplari di legno pietrificato nel museo furono raccolti da Frank Walter Bobo, nato il 4 marzo 1894 in California. Egli si trasferì a Cle Elum, nella contea di Kittitas, nello Stato di Washington. Divenne un "topo del deserto" scavando tronchi pietrificati dalle colline aride delle contee di Kittitas e Yakima.
Bobo venne incaricato di raccogliere, segare e lucidare gli esemplari per il museo. Come parte del suo compenso, ebbe la possibilità di conservare metà degli esemplari che preparò mentre era in servizio. Suo figlio, Don J. Bobo, a Teanaway Valley, nello Stato di Washington, ha ereditato la collezione di suo padre di circa una tonnellata di legno pietrificato.

### Inondazione
Nel 1963, venne completata la diga Wanapum Dam a circa quattro miglia (6 km) più a valle, provocando un innalzamento del livello dell'acqua del fiume Columbia. Venne costruito un nuovo Centro Interpretativo, ossia una nuova area con dei cartelli che forniscono spiegazioni ai visitatori, e circa 60 incisioni rupestri vennero recuperate dall'acqua che le avrebbe sommerse. Molte delle incisioni rupestri recuperate sono esposte al Centro Interpretativo.

### Riconoscimenti
Nell'ottobre del 1965, il National Park Service dichiarò la Foresta Pietrificata di Ginkgo National Natural Landmark, ossia sito naturale di interesse nazionale. Nel 1975, il legno pietrificato è stato dichiarato state gem, ossia deposito minerario rappresentativo dello Stato, dal legislatore dello stato di Washington.

## Attività e servizi
Il museo del parco mostra esempi sia di legno pietrificato che di incisioni rupestri Wanapum. Il Trees of Stone Interpretive Trail, ossia Sentiero Interpretativo di Alberi di Pietra, del parco segue una sezione esposta del preistorico Lake Vantage con 22 specie di tronchi pietrificati che sono stati lasciati dove furono scoperti negli anni '30. Il sentiero include un percorso ad anello di un miglio e mezzo attraverso colline coperte di artemisia ed un altro percorso ad anello, più lungo, di due miglia e mezzo. Il parco, inoltre, si affaccia su 8200 metri (27000 piedi) di costa del fiume Columbia con accesso a nuoto e in barca, nonché strutture di campeggio.